# Drejerbjörnbär
Drejerbjörnbär (Rubus drejeri) är en rosväxtart som beskrevs av G. Jensen. Enligt Catalogue of Life ingår Drejerbjörnbär i släktet rubusar och familjen rosväxter, men enligt Dyntaxa är tillhörigheten istället släktet rubusar och familjen rosväxter. Arten har ej påträffats i Sverige. Utöver nominatformen finns också underarten R. d. microphyllus.